# Peterview
Peterview ist eine kleine Gemeinde (Town) in der kanadischen Provinz Neufundland und Labrador.
Peterview liegt im Norden der Insel Neufundland an der Bay of Exploits. Der Ort hieß ursprünglich Peters Arm, wurde aber 1962 in Peterview umbenannt. Um 1800 wurde eine französische Sägemühle gebaut. Danach wuchs die Bevölkerung stark an. Peterview besitzt ein Softball-Feld, eine Post und eine Tankstelle. Schulen, ein Krankenhaus, ein Schwimmbad und ein Einkaufszentrum befinden sich im nahe gelegenen Botwood.
Der Zensus im Jahr 2016 ergab für die Gemeinde eine Bevölkerungszahl von 828 Einwohnern. 2006 waren es 807, 2011 waren es 809 Einwohner.